# 奧爾堡城堡

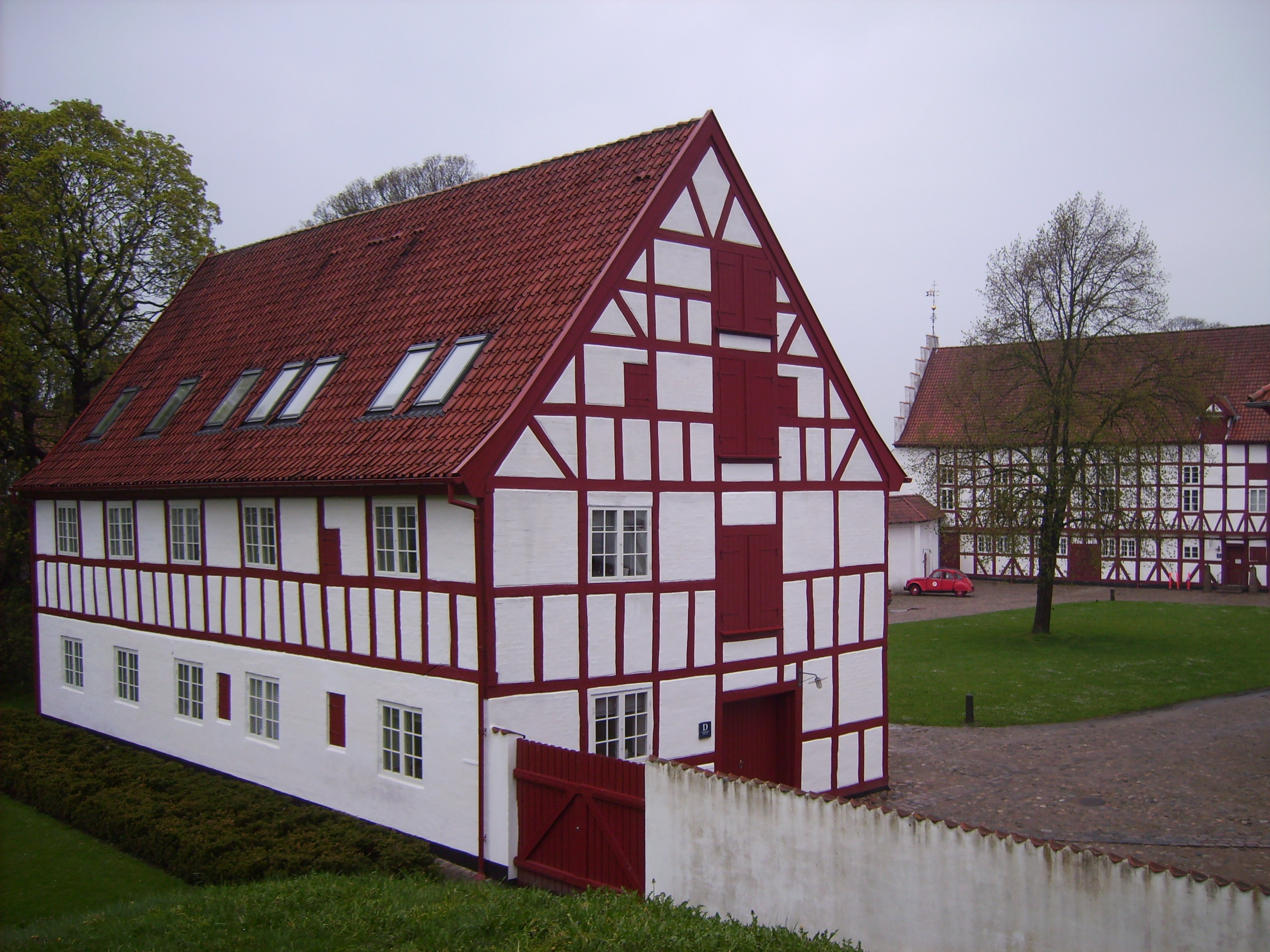

奧爾堡城堡（丹麥語：Aalborghus Slot）是位於丹麥城市奧爾堡的一座城堡。

## 历史
奧爾堡城堡修建於丹麥國王克里斯蒂安三世在位時期的1539年至1555年，是一座半木質結構的城堡。現在奧爾堡城堡是當地議會的辦公地點。